# Black River Falls
Black River Falls – miasto w Stanach Zjednoczonych, w stanie Wisconsin, siedziba administracyjna hrabstwa Jackson. Przez wschodnią stronę miasta przebiega droga stanowa nr 94, autostrada nr 12, autostrada stanowa nr 27 oraz 54.